# Лівінгстон (Вісконсин)
Лівінгстон (англ. Livingston) — селище (англ. village) в США, в округах Грант і Айова штату Вісконсин. Населення — 637 осіб (2020).

## Географія
Лівінгстон розташований за координатами 42°54′0″ пн. ш. 90°26′1″ зх. д. / 42.90000° пн. ш. 90.43361° зх. д. (42.900106, -90.433690).  За даними Бюро перепису населення США в 2010 році селище мало площу 2,65 км², уся площа — суходіл.

## Демографія
Згідно з переписом 2010 року, у селищі мешкали 664 особи в 263 домогосподарствах у складі 175 родин. Густота населення становила 251 особа/км².  Було 277 помешкань (105/км²).
Расовий склад населення:
| - 99,7 % — білих - 0,2 % — чорних або афроамериканців |

До двох чи більше рас належало 0,2 %. Частка іспаномовних становила 0,0 % від усіх жителів.
За віковим діапазоном населення розподілялося таким чином: 27,3 % — особи молодші 18 років, 55,2 % — особи у віці 18—64 років, 17,5 % — особи у віці 65 років та старші. Медіана віку мешканця становила 35,8 року. На 100 осіб жіночої статі у селищі припадало 94,2 чоловіків;  на 100 жінок у віці від 18 років та старших — 94,0 чоловіків також старших 18 років.
Середній дохід на одне домашнє господарство  становив 47 661 долар США (медіана — 43 906), а середній дохід на одну сім'ю — 59 604 долари (медіана — 57 500). Медіана доходів становила 41 094 долари для чоловіків та 26 583 долари для жінок. За межею бідності перебувало 12,4 % осіб, у тому числі 13,9 % дітей у віці до 18 років та 5,6 % осіб у віці 65 років та старших.
Цивільне працевлаштоване населення становило 315 осіб. Основні галузі зайнятості: виробництво — 21,6 %, роздрібна торгівля — 21,0 %, освіта, охорона здоров'я та соціальна допомога — 16,8 %.